# Mac Collins
Michael Allen "Mac" Collins, född 15 oktober 1944 i Jackson i Georgia, död 20 november 2018, var en amerikansk republikansk politiker. Han var ledamot av USA:s representanthus 1993–2005.
Collins var verksam som affärsman i Georgia. Han var ledamot av Georgias senat 1989–1993. Collins efterträdde 1993 Richard Ray som kongressledamot. Efter sex mandatperioder i representanthuset kandiderade Collins till USA:s senat. I republikanernas primärval 2004 kom han på tredje plats. Johnny Isakson fick 53 procent av rösterna och nominerades, Herman Cain fick 26 procent och Collins 21 procent.
Hans son Mike Collins är ledamot av USA:s representanthus sedan 2023.